# Adéla Pivoňková
Adéka Pivoňková (* 28. září 1991) je bývalá česká fotbalistka, která hrála jako záložnice. Za českou reprezentaci odehrála 31 zápasů a vstřelila 10 gólů. Hrála i za reprezentace do 17 a do 19 let. Na klubové úrovni hrála za Spartu Praha. Kariéru ukončila kvůli zranění.